# GroupMe
GroupMeとは2010年5月に立ちあげられたモバイルグループメッセージングアプリケーションである。2011年8月時点で、GroupMeでは毎月1億を越えるメッセージがやりとりされている。

## 歴史
GroupMeはTechCrunch Disrupt 2010で考えだされた。創設者のジャレッド・ヘクトとスティーブ・マートッシはコースラ・ベンチャーズ、ゼネラル・カタリスト・パートナーズ、エンジェル投資家などのベンチャーキャピタルから1060万ドル増資した。2011年8月、1周年を迎えた時にSkypeが8000万ドルでGroupMeを買収した。